# Kopijuwata (rejon humański)
Kopijuwata (ukr. Копіювата) – wieś na Ukrainie, w obwodzie czerkaskim, w rejonie humańskim, w hromadzie Monastyryszcze. W 2001 liczyła 727 mieszkańców, spośród których 712 wskazało jako ojczysty język ukraiński, 11 rosyjski, a 4 mołdawski.